# Sabine Schirdewahn
Sabine Schirdewahn (* 1964 in Berlin) ist eine deutsche Künstlerin, Autorin und Ausstellungskuratorin.

## Leben
Von 1983 bis 1986 absolvierte Sabine Schirdewahn eine Ausbildung zur Theaterbildhauerin an der Deutschen Oper Berlin. Bis 1994 studierte sie Bildende Kunst an der HdK Berlin (heutige UdK Berlin) u. a. bei Rolf Szymanski und Bernhard Kerber. 1991 erhielt sie ein Stipendium der Studienstiftung des deutschen Volkes. 1994 beendete Sabine Schirdewahn ihr Studium an der HdK Berlin als Meisterschülerin und vertrat die Hochschule beim Bundeswettbewerb „Kunststudenten stellen aus“.
Zusammen mit Sabine Seitz leitete Sabine Schirdewahn die Fotografie-Triennalen Ray 2018 Extreme und Ray 2021 Ideologien, die in Frankfurt und der Rhein-Main-Region stattfanden.

## Ausstellungen (Auswahl)
- 1996 „Interieur III“, Installation zu Goethes Arbeitszimmer, Casa di Goethe, Rom
- 1996 „Fremderinnerungen“, Fotografien, Guardini-Stiftung, Berlin
- 1997 „Philologie eines Zimmers“, Fotografien, Casa di Goethe, Rom
- 1998 „Revision einer Skulptur“ in der Ausstellung „Uta und die Nachwelt“ (Kurator: Wolfgang Ullrich), Nietzsche Haus, Naumburg
- 1998 „Der Aufenthaltsraum“, Installation in der Ausstellung „Untersicht“, Galerie Weißer Elefant, Berlin
- 2000 „Elisabeths Wille – Rekonstruierte Sequenzen“ in der Ausstellung „Friedrich Nietzsche – Leben und Werk“, Schiller-Museum Weimar / „Artistenmetaphysik – Friedrich Nietzsche in der Kunst der Nachmoderne“, Haus am Waldsee, Berlin
- 2002 „Memory“, Galerie Olaf Stüber, Berlin
- 2004 „Searching for memory – Begegnung in Svendborg 1938“ in der Ausstellung „SCHRIFT BILDER DENKEN – Walter Benjamin und die Kunst der Gegenwart“, Haus am Waldsee, Berlin
- 2005 „origins & nations“, Galerie Nord – Kunstverein Tiergarten, Berlin
- 2015 „Of Love and Care“ und „Interieur II“ in der Ausstellung „Die Zimmer der Nomaden“, Galerie Nord, Kunstverein Tiergarten, Berlin
- 2019 „Interieur III“, Installation zu Goethes Arbeitszimmer in der Ausstellung „Goethe. Verwandlung der Welt“, Bundeskunsthalle, Bonn

## Werke in öffentlichen Sammlungen
- Casa di Goethe, Rom
- Berlinische Galerie, Berlin
- Nietzsche-Archiv, Weimar
- Bertolt-Brecht-Archiv, Berlin

## Kuratorentätigkeit
- 2003 „Licht und Verführung“, Zentrum für Internationale Lichtkunst e.V. Unna (mit Matthias Wagner K)
- 2005 „Licht - die Magie des Bühnenraums“, Städtische Galerie Remscheid
- 2007/2008/2009 „Island::Film - eine Ausstellung zur Filmgeschichte Islands von 1904–2008“, Felleshus Berlin (Gemeinschaftshaus der Nordischen Botschaften Berlin)/Nordic House Kopenhagen / National Centre for Cultural Heritage, Reykjavík
- 2011 „Flagships of Culture – Neue Nordische Kulturhäuser“, Felleshus – Nordische Botschaften, Berlin
- 2016 „New Nordic. Fashion. Food. Design.“, Felleshus – Nordische Botschaften, Berlin
- 2020 „The White, The Green, And The Dark — Contemporary Positions from Norway“, Felleshus der Nordischen Botschaften, Berlin

## Veröffentlichungen/Vorträge
- Sabine Schirdewahn: Das Berühmte in uns. In: Wolfgang Ullrich, Sabine Schirdewahn (Hrsg.): Stars – Annäherung an ein Phänomen. Fischer Taschenbuch Verlag, Frankfurt am Main 2002, ISBN 3-596-15266-6.

- Das Berühmte in uns. Vortrag innerhalb der Tagung „Madonna – ein Gesamtkunstwerk?“, Evangelischen Akademie, Tutzing 2003.
- Fotostrecke Weiß 01 – 10. In: Wolfgang Ullrich, Juliane Vogel (Hrsg.): Weiß. S. Fischer Taschenbuch Verlag, Frankfurt am Main 2003, ISBN 3-596-15758-7.
- Fotostrecke Gastgeber und Interviews In: Matthias Wagner K (Hrsg.): 1. Biennale für Internationale Lichtkunst — open light in private spaces. Revolver Verlag, Berlin 2010, ISBN 978-3-86895-102-8.
- Fotostrecke Hellweg-Region In: Matthias Wagner K, Sigrun Krauß (Hrsg.): HELLWEG — ein LICHTWEG Light Art in Urban Spaces. Revolver Verlag, Berlin 2014, ISBN 978-3-95763-237-1.
- Sabine Schirdewahn: Of Love and Care. Revolver Verlag, Berlin 2016, ISBN 978-3-95763-369-9.
- Sabine Schirdewahn, Sabine Seitz (Hrsg.): RAY 2021 IDEOLOGIEN. Kehrer Verlag, Heidelberg 2021, ISBN 978-3-96900-043-4.
- Matthias Wagner K, Sabine Schirdewahn (Hrsg.): House of Norway. Kehrer Verlag, Heidelberg 2022, ISBN 978-3-96900-087-8.